# Thalattosuchus
Thalattosuchus superciliosus
Genre
Genre
Thalattosuchus est un genre éteint de crocodyliformes métriorhynchoïdes carnivores, à long rostre, presque exclusivement marins ayant vécu au Jurassique moyen et supérieur, du Callovien, il y a environ entre 166 et 160 Ma (millions d'années), dans ce qui est aujourd'hui l'Europe de l'Ouest, en France, en Allemagne et en Angleterre. Ce genre n'est représenté que par son espèce type, Thalattosuchus superciliosus, décrite en 1853 par Blainville sous le protonyme Crocodilus superciliosus.

## Description

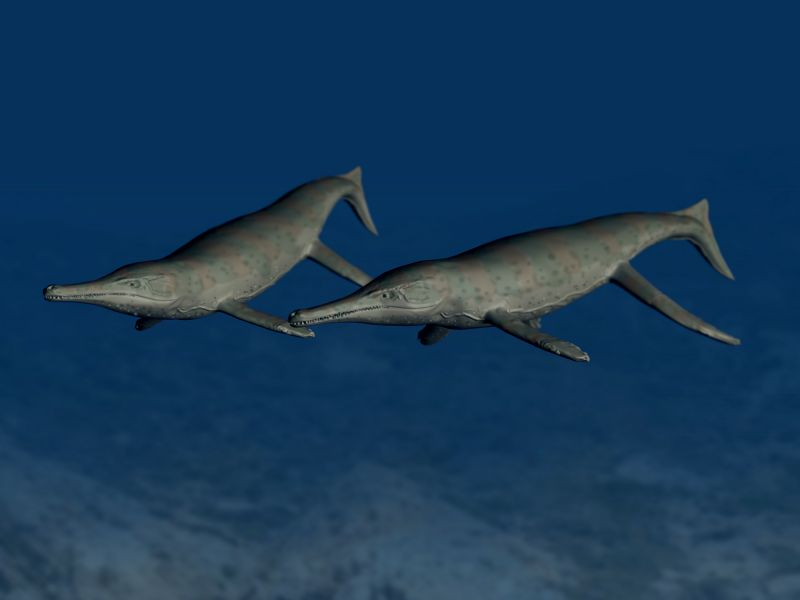
Reconstruction numérique de deux T. superciliosus.

Thalattosuchus peut atteindre une longueur totale de 3 mètres. Son corps est aérodynamique avec une  nageoire caudale homocerque (en forme de lune), ce qui en fait un nageur plus efficace que les espèces de crocodiliens modernes.
Ses pattes ont été transformées en nageoires courtes et plates, avec tous les doigts d'un seul membre réunis dans une membrane unique. Les pattes arrière étaient environ deux fois plus longues que les pattes avant.

## Taxonomie

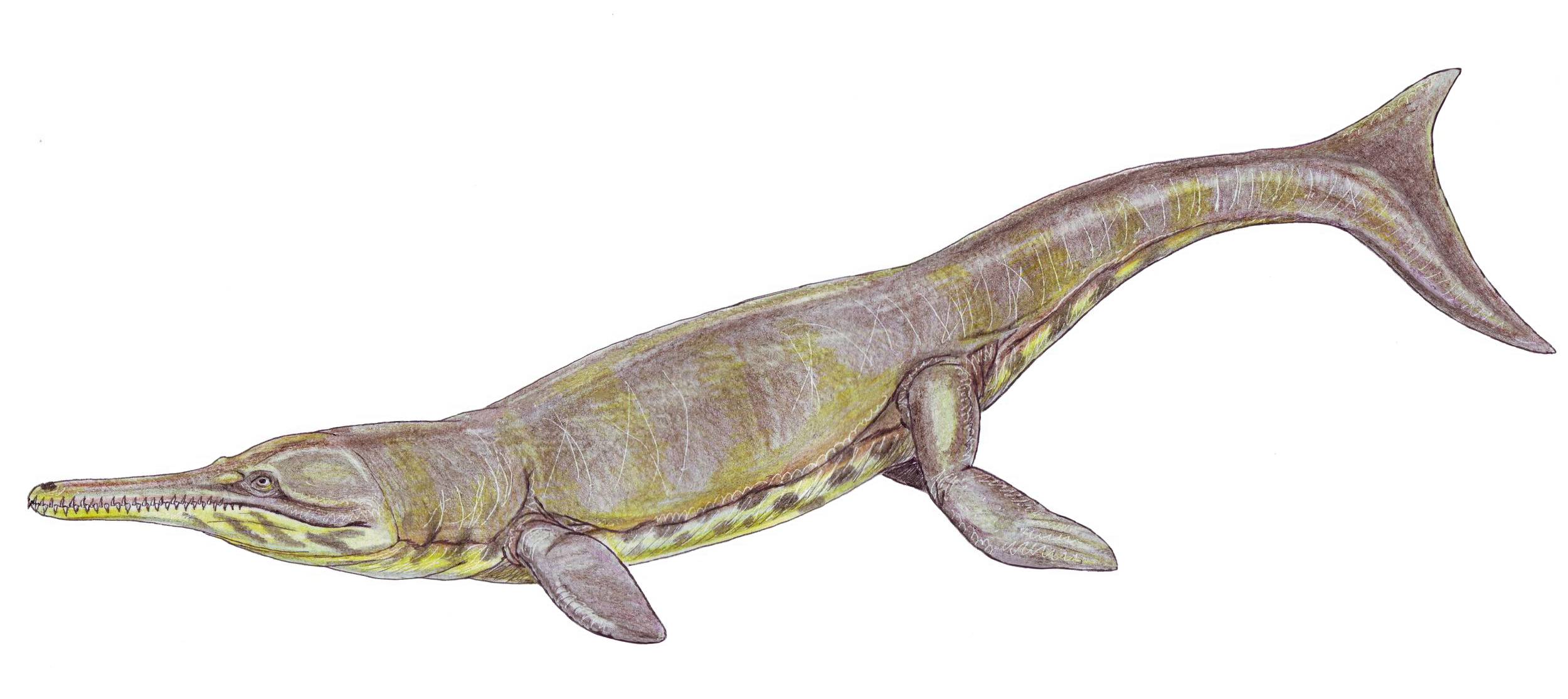
Dessin de T. superciliosus.

Thalattosuchus était autrefois attribué au genre Metriorhynchus, mais Young (d) et al. (2020) ont trouvé qu'il était génériquement distinct de l'espèce de type Metriorhynchus,.

## Paléobiologie

### Reproduction
Thalattosuchus passait une grande partie, sinon la totalité de sa vie en mer. Aucun nid ou œuf de Thalattosuchus n'ayant jamais été trouvé, on ne sait pas s'il pondait ses œufs à terre ou, comme les plésiosaures et les ichthyosaures, s'il donnait naissance dans la mer à des jeunes déjà formés.

### Alimentation
Thalattosuchus était un prédateur généraliste et opportuniste. Il se nourrissait, entre autres, d'ammonites et de poissons, ainsi que de carcasses de plésiosaures et de Leedsichthys comme cela a été prouvé en 2003 par R. Forrest.
L'étude de squelettes d'adultes de l’espèce T. superciliosus par R. Gandola et son équipe en 2006, a montré qu'elle possédait des glandes à sel bien développées. Celles-ci lui permettaient de « boire » de l'eau salée comme les animaux pélagiques et de manger des proies ayant la même concentration saline que l'eau de mer environnante, comme les ammonites, sans se déshydrater. Des glandes à sel ont également été observées en 2008 chez un autre genre de Metriorhynchoidea, Geosaurus.